# SK UP Ołomuniec
SK UP Ołomuniec – żeński klub piłki siatkowej z Czech. Swoją siedzibę ma w Ołomuńcu. Został założony w 1953.

## Sukcesy
Mistrzostwo Czech:
- 1993, 1994, 1995, 1996, 2019
- 2008, 2011, 2016, 2017, 2018
- 1999, 2003, 2009, 2012, 2013, 2014, 2021

Puchar Czech:
- 1994, 1995, 2017, 2019, 2020, 2021

MEVZA:
- 2019
- 2018